# Pietronajcie
Pietronajcie – jezioro znajdujące się na terenie Wigierskiego Parku Narodowego, położone w obniżeniu pomiędzy dolinami rzek: Wiatrołuży i Maniówki.
Jezioro ma regularny, owalny kształt. Średnica wynosi około 140 m, powierzchnia – ok. 1,7 ha. Lustro wody położone jest prawie 4 m ponad doliną Wiatrołuży. 
Otoczone jest piaszczystym wałem o wysokości 10–18 metrów (względem lustra wody) i szerokości 80–105 m. Wewnętrzne stoki wału nachylone są pod kątem 15–30° do powierzchni jeziora, zewnętrzne – 20–35°. Wał na całej długości wykazuje podobną szerokość i brak widocznych śladów erozji. Sugeruje to, że jest on tworem młodszym niż dolina Wiatrołuży.
Jezioro jest najprawdopodobniej reliktem po pingo. Pingo są wzgórzami powstającymi w tundrze, wewnątrz których występują duże soczewki lodu. W wyniku wytopienia lodu z soczewki powstała misa jeziora, natomiast wał powstał z pokrywającego soczewkę materiału.
W latach 2004–2006 rozwinęła się dyskusja na temat impaktowego pochodzenia jeziora (miałoby być ono zalanym wodą kraterem uderzeniowym). Hipoteza ta została jednak obecnie zarzucona, gdyż w przypadku uderzenia meteorytu wał wokół jeziora byłby niższy, a ściana od strony doliny Wiatrołuży nie powstałaby z powodu braku podparcia w chwili uderzenia.
Pietronajcie jest jeziorem dystroficznym o najmniejszym poziomie dystrofii wśród jezior Wigierskiego Parku Narodowego.